# Svitava (Čapljina)
Pour les articles homonymes, voir Svitava.
Svitava (en cyrillique : Свитава) est un village de Bosnie-Herzégovine. Il est situé dans la municipalité de Čapljina, dans le canton d'Herzégovine-Neretva et dans la fédération de Bosnie-et-Herzégovine. Selon les premiers résultats du recensement bosnien de 2013, il compte 244 habitants.

## Géographie

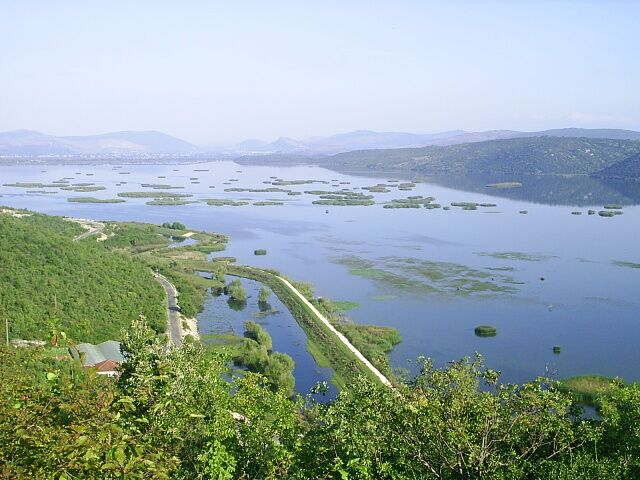
Le lac de Svitava

## Démographie

### Évolution historique de la population
| 1948 | 1953 | 1961 | 1971 | 1981 | 1991 | 2013 |
| ---- | ---- | ---- | ---- | ---- | ---- | ---- |
| -    | -    | 389  | 431  | 449  | 319  | 244  |

|  |

### Communauté locale
En 1991, la communauté locale de Svitava comptait 500 habitants, répartis de la manière suivante :